# Venas de acero
Venas de acero es el sexto disco de estudio de la banda argentina de heavy metal Tren Loco. Fue grabado entre junio y septiembre de 2008 en los estudios "La Nave de Oseberg", de Buenos Aires, y publicado en diciembre de ese año por Yugular Records.

## Detalles
Es el primer disco de Tren Loco en el que participan Dany Wolter (batería) y Facundo Coral (guitarra). 
A partir de este álbum el grupo queda establecido como un quinteto, teniendo en su formación a dos guitarristas en vez de uno.
Este trabajo contiene grandes éxitos de la banda como "Pueblo motoquero", "Venas de acero" y "Acorazado Belgrano", acerca al hundimiento del ARA General Belgrano (C-4) durante la guerra de las Malvinas.
El álbum contó con invitados como André Matos y Oscar Sancho, del grupo español Lujuria, entre otros.

## Lista de canciones
- 01. Venas de acero (6:03)
- 02. Al compás de la mentira (4:01)
- 03. Acorazado Belgrano (4:59)
- 04. Pueblo motoquero (4:48)
- 05. A ultranza (4:40)
- 06. Puertas de la oscuridad (5:39)
- 07. Bar latino El Ginebrazo (6:06)
- 08. Preguntitas sobre Dios (4:49)
- 09. Guerra gaucha (9:28)
- 10. Pan y vino (1:56)
- 11. Río Conlara (3:25)

## Créditos
- Carlos Cabral - Voz
- Cristian "Zombie" Gauna - Guitarra
- Facundo Coral - Guitarra
- Gustavo Zavala - Bajo
- Dany Wolter - Batería

Músicos invitados: André Matos (voz), Oscar Sancho (voz), Horacio Giménez Aguer (voz), Eva Izurieta (voz) y Marcelo Pijachi (teclados).